# Las Letanías
Las Letanías es un barrio de Sevilla (España), que pertenece al distrito Sur. Está situado en la zona centro-sur del distrito, formando parte del Polígono Sur. Limita al noroeste con el barrio de La Oliva; al noreste, con el barrio de Avenida de la Paz; al este y sur con el barrio de Martínez Montañés; y al suroeste, con el barrio de Murillo.
El nombre del barrio se refleja en la mayor parte de sus calles que reciben el nombre de las advocaciones de las Letanías del Rosario.

## Tejido urbano[3]
En su mayor parte el barrio queda formado por dos tipos de manzanas. La predominantes son rectangulares y apoyando su lado mayor en calles que siguen la dirección NO-SE. Cada una de esas manzanas están formadas por tres líneas de bloques de cinco crujias, separados entre sí por calles de carácter peatonal. El segundo tipo de manzanas, menos abundante, son prácticamente cuadradas, con tres líneas de bloques que siguen la dirección SO-NE.
Las vías más largas del barrio siguen esa dirección NO-SE, la principal vía rodada es la Avenida de las Letanías, y paralela a estas al norte la calle Reina de la Paz. Entre estas dos calles se sitúan las manzanas rectangulares, que se alternan con otras cuadradas.
En el extremo sureste del barrio las manzanas se apoyan en una calle perpendicular a las anteriores; y tras ella las líneas de bloques toman la dirección SO-SE. Hacia el noroeste, la calle Reina de la Paz acaba en una calle perpendicular -Reina de los Ángeles- pero tras una línea de bloques en dirección SO-NE, las siguientes líneas recuperan la dirección predominante NO-ES.

## Lugares de interés
- Iglesia de San Pio X.
- Centro de salud Dra. Inmaculada Vieira Fuentes. Edificio singular, soporte de la actividad sanitaria ambulatoria del barrio, en el que contrasta el hermetismo y dureza exterior con la luminosidad, calidez y espacialidad interior. Obra de los arquitectos Carmen Albalá y Juan Carlos Cordero.
- Nuestra Señora de la Misericordia, que se encuentra en la Calle Estrella de la Mañana, y que procesióna todos los años en septiembre.